# 陳柏源
陳柏源（1999年7月26日）芸名は閩南狼PYC、台湾の台中市出身の作曲家、男性シンガーソングライター、インフルエンサー、そしてYouTuber。祖籍は中国福建省泉州市。

## 経歴

### 留学時代
陳柏源は13歳の中学時代、家族によって河南省嵩山少林寺で武術を学び始めた。2018年にアメリカで高校に通っていた際、人種差別を受け、その後「非常に大きな独裁国家が国際社会で常に恥をかかせているせいだ」と感じた。同年、中国共産党中央統一戦線部直属の華僑大学法学部に再度入学し、「習近平思想概論」を学ばなければならなかったと述べ、彼は「まるで強制収容所に入ったように感じた」と語っている。

### 音楽活動開始
2024年5月30日、陳柏源と彼が所属する音楽レーベル「閩狼本色」は、労使紛争により法的義務を履行しないとして、福建省泉州市豊沢区人民法院から失信被実行人としてリストアップされた。陳柏源はその後のインタビュー動画で、自身の中国本土での会社が「台聯会会長の息子」などの他の投資家によって掏空され、さらに中国本土のネット民から「台湾独立支持者」として中傷されたことが、自分に「目覚めさせた」と語った。また、「問題は政治体制、民主主義と専制の違いにある」と述べた。

### 台湾帰郷
2024年12月6日、台湾のインフルエンサー八炯は、陳柏源との共同制作による映像《中国統戦ドキュメンタリー》を公開した。この中で、中華人民共和国政府と中国共産党が「利益誘導、買収」によって台湾の特定のインターネット有名人を舔共させ、台湾人に対して情報戦を行っていると非難した。また、台湾の自由民主主義制度と民主進歩党政府を批判し、中共の対外宣伝活動に関する多くの虚偽と、最近の資金繰りの厳しさを暴露した。
陳柏源は、反共インターネット有名人の八炯と共に中共の統戦手法を暴露することを決定する前に、何度も台湾の主要な宮殿でおみくじを引いて神の指示を仰いだという。各宮殿の神々はすべて、シンポエ（神託）を通じて、彼が反共の道を進むべきだと示したとされている。彼は最終的に、八炯と連絡を取ることを決意する前に、連続して6回の聖筊を得て、さらに信念が強まったと述べている。彼は、この結果が自分が迷っていた時に信念を与え、最終的に八炯との協力を決断し、台湾に対する中共の統戦戦略を暴露する動画の撮影に至ったと語っている。
12月7日、陳柏源の中国本土のソーシャルメディアアカウントは削除された。
12月11日、国務院台湾事務弁公室のスポークスマンである朱鳳蓮は、この件に対して、関連するビデオは「認知戦を操るものだ」と発言した。
かつて中国共産党の統戦の模範となった陳柏源は、台湾に帰国して兵役を務める中で徐々に目覚め、民主主義、自由、人権の重要性を認識し、中国共産党が故郷の人々を洗脳する手助けをしたくないと感じるようになったと語った。彼は台湾人に対して、大陸からの甘い言葉を信じないよう呼びかけ、中国本土に対抗して台湾を守るために団結するよう訴えた。さらに、中国共産党こそが「外部勢力であり、マルクス・レーニン主義の子孫」であると指摘し、「帝制を倒し、マルクス・レーニン主義思想を倒し、共産主義を倒すことこそが中華の子孫の使命だ」と述べた。彼はまた、「私たちは立ち上がり、すべての反共勢力、民主陣営の力を結集し、人々の意識を一つにして、一緒に独裁専制政権を倒さなければならない」と呼びかけた。陳柏源は、八炯と一緒に「統戦ドキュメンタリー」を作る使命は「共産党を倒すことだ」と語っている。